# Bangalore Open
Il Bangalore Open (conosciuto anche come Canara Bank Bangalore Open per motivi di sponsorizzazione) era un torneo femminile di tennis giocato a Bangalore in India. Il torneo inizialmente si giocava a Hyderabad, ma si è spostato a Bangalore nel 2006. Il torneo si giocava sul cemento e faceva parte della categoria Tier II.

## Albo d'oro

### Singolare
| Località  | Anno | Campione            | Finalista             | Punteggio        |
| --------- | ---- | ------------------- | --------------------- | ---------------- |
| Hyderabad | 2003 | Tamarine Tanasugarn | Iroda Tulyaganova     | 6–4, 6–4         |
| Hyderabad | 2004 | Nicole Pratt        | Marija Kirilenko      | 7–6(3), 6–1      |
| Hyderabad | 2005 | Sania Mirza         | Al'ona Bondarenko     | 6–4, 5–7, 6–3    |
| Bangalore | 2006 | Mara Santangelo     | Jelena Kostanić Tošić | 3–6, 7–6(5), 6–3 |
| Bangalore | 2007 | Jaroslava Švedova   | Mara Santangelo       | 6–4, 6–4         |
| Bangalore | 2008 | Serena Williams     | Patty Schnyder        | 7–5, 6–3         |

### Doppio
| Località  | Anno | Campione                           | Finalista                            | Punteggio           |
| --------- | ---- | ---------------------------------- | ------------------------------------ | ------------------- |
| Hyderabad | 2003 | Elena Lichovceva Iroda Tulyaganova | Evgenija Kulikovskaja Tat'jana Puček | 6–4, 6–4            |
| Hyderabad | 2004 | Liezel Huber (1) Sania Mirza       | Li Ting Sun Tiantian                 | 7–6(1), 6–4         |
| Hyderabad | 2005 | Yan Zi Zheng Jie                   | Li Ting Sun Tiantian                 | 6–4, 6–1            |
| Bangalore | 2006 | Liezel Huber (2) Sania Mirza       | Anastasija Rodionova Elena Vesnina   | 6–3, 6–3            |
| Bangalore | 2007 | Chan Yung-jan Chuang Chia-jung     | Hsieh Su-wei Alla Kudrjavceva        | 6(4)–7, 6–2, [11–9] |
| Bangalore | 2008 | Peng Shuai Sun Tiantian            | Chan Yung-jan Chuang Chia-jung       | 6–4, 5–7, [10–8]    |